# Txitximeca Jonaz
|  | Per a altres significats, vegeu «txitximeques jonaz». |

El txitximeca jonaz o jonaz és una llengua indígena de Mèxic parlada per uns 1.625 txitximeques jonaz a la Missió de Chichimecas prop de San Luis de la Paz a l'estat de Guanajuato. L'idioma jonaz pertany a la subfamília otopame de la família otomang. Els txitximeques jonaz s'autodenominen amb l'autònim úza i anomenen la seva llengua eza'r.

## Distribució

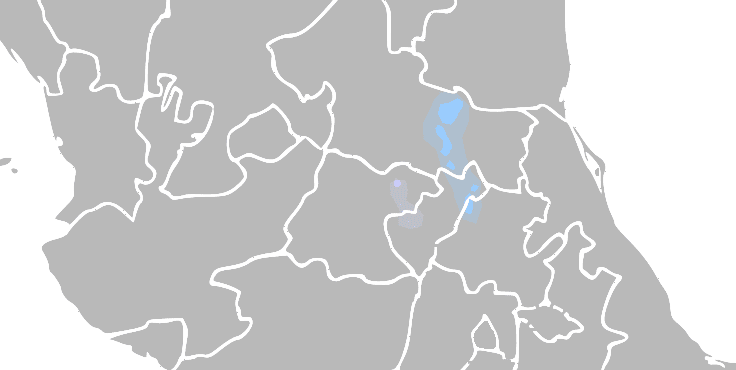
Territoris de parla pame-jonaz

Actualment la llengua només es parla en San Luis de la Paz (Guanajuato) en la ranxeria Missió de Chichimecas, situada sobre un petit turó a l'est del poble. En 1934, Jacques Soustelle en un treball de camp va registrar allí 452 txitximeques, 63 dels quals eren nens que acudien a l'escola local. Abans d'aquesta data la llengua també s'hauria parlat en cinc altres ubicacions:
1. Missió Arnedo (Guanajuato) a l'est de Sant Luis, al costat de Villa Victoria.
2. Missió dels Palmells (Querétaro), en el curs de l'Extorax, que neix prop de Victoria.
3. Missió de Santa Rosa, al nord de Victoria.
4. San Pedro Tolimán, on es va establir una missió al segle xviii, que va fracassar i els txitximeques van abandonar el lloc, que va ser repoblat amb otomís.
5. Villa Colón (Querétaro), al sud de Tolimán.

## Fonologia
L'inventari consonàntic del txitximeca jonaz es resumeix en el següent quadre:
|            | Bilabial | Bilabial | Alveolar | Alveolar | Palatal | Palatal | Velar | Velar | Glotal | Glotal |
| ---------- | -------- | -------- | -------- | -------- | ------- | ------- | ----- | ----- | ------ | ------ |
| Nasal      | m        | m        | n        | n        |         |         |       |       |        |        |
| Oclusiva   | p        | b        | t        | d        |         |         | k     | g     | ʔ      | ʔ      |
| Fricativa  |          |          | s        | z        | ʃ       | ʃ       |       |       | h      | h      |
| Africada   |          |          | ʦ        | ʦ        | ʧ       | ʤ       |       |       |        |        |
| Líquida    |          |          | ɾ        | ɾ        |         |         |       |       |        |        |
| Aproximant |          |          | l        | l        |         |         | w     | w     |        |        |

L'oposició entre els parells de nasals /m, n/ i /m, n/ és de tipus fortis/lenis.
Quant a les vocals la llengua posseeix tant vocals orals /i ɪ u e o æ ɑ/ coo nasals /ĩ ɪ̃ ũ ẽ õ œ̃ ɑ̃/. Endemés el txitximeca jonaz és una llengua tonal que distingeix dues tonalitats ("alta" i "baixa").